# محوطه کهنه امین جان
محوطه کهنه امین جان مربوط به دوره ساسانیان - دوران‌های تاریخی پس از اسلام است و در شهرستان نمین، بخش عنبران، روستای امین جان واقع شده و این اثر در تاریخ ۱۰ خرداد ۱۳۸۲ با شمارهٔ ثبت ۸۷۷۱ به‌عنوان یکی از آثار ملی ایران به ثبت رسیده است.